# Вале-де-Жанейру
Вале-де-Жанейру (порт. Vale de Janeiro; МФА: [ˈva.ɫɨ dɨ ʒɐ.ˈnɐj.ɾu]) — парафія в Португалії, у муніципалітеті Віняйш. Розташована в північно-східній частині країни, на теренах історичної португальської провінції Трансмонтана. Входить до складу округу Браганса. За адміністративним поділом, чинним до 1976 року, терени парафії були складовою провінції Трансмонтана і Верхнє Дору. Належить до Брагансько-Мірандської діоцезії Католицької церкви. Патрон — Діва Марія. Площа — 14,3959 км². Населення — 101 ос. (2011). Слабо урбанізований регіон. Густота населення — 7,02 осіб/км²
. Код — 041228.

## Населення
| Кількість мешканців | Кількість мешканців | Кількість мешканців | Кількість мешканців | Кількість мешканців | Кількість мешканців | Кількість мешканців | Кількість мешканців | Кількість мешканців | Кількість мешканців | Кількість мешканців | Кількість мешканців | Кількість мешканців | Кількість мешканців | Кількість мешканців |
| ------------------- | ------------------- | ------------------- | ------------------- | ------------------- | ------------------- | ------------------- | ------------------- | ------------------- | ------------------- | ------------------- | ------------------- | ------------------- | ------------------- | ------------------- |
| 1864                | 1878                | 1890                | 1900                | 1911                | 1920                | 1930                | 1940                | 1950                | 1960                | 1970                | 1981                | 1991                | 2001                | 2011                |
| 352                 | 365                 | 387                 | 369                 | 372                 | 288                 | 300                 | 359                 | 430                 | 378                 | 280                 | 220                 | 180                 | 153                 | 101                 |